# Виленский вестник

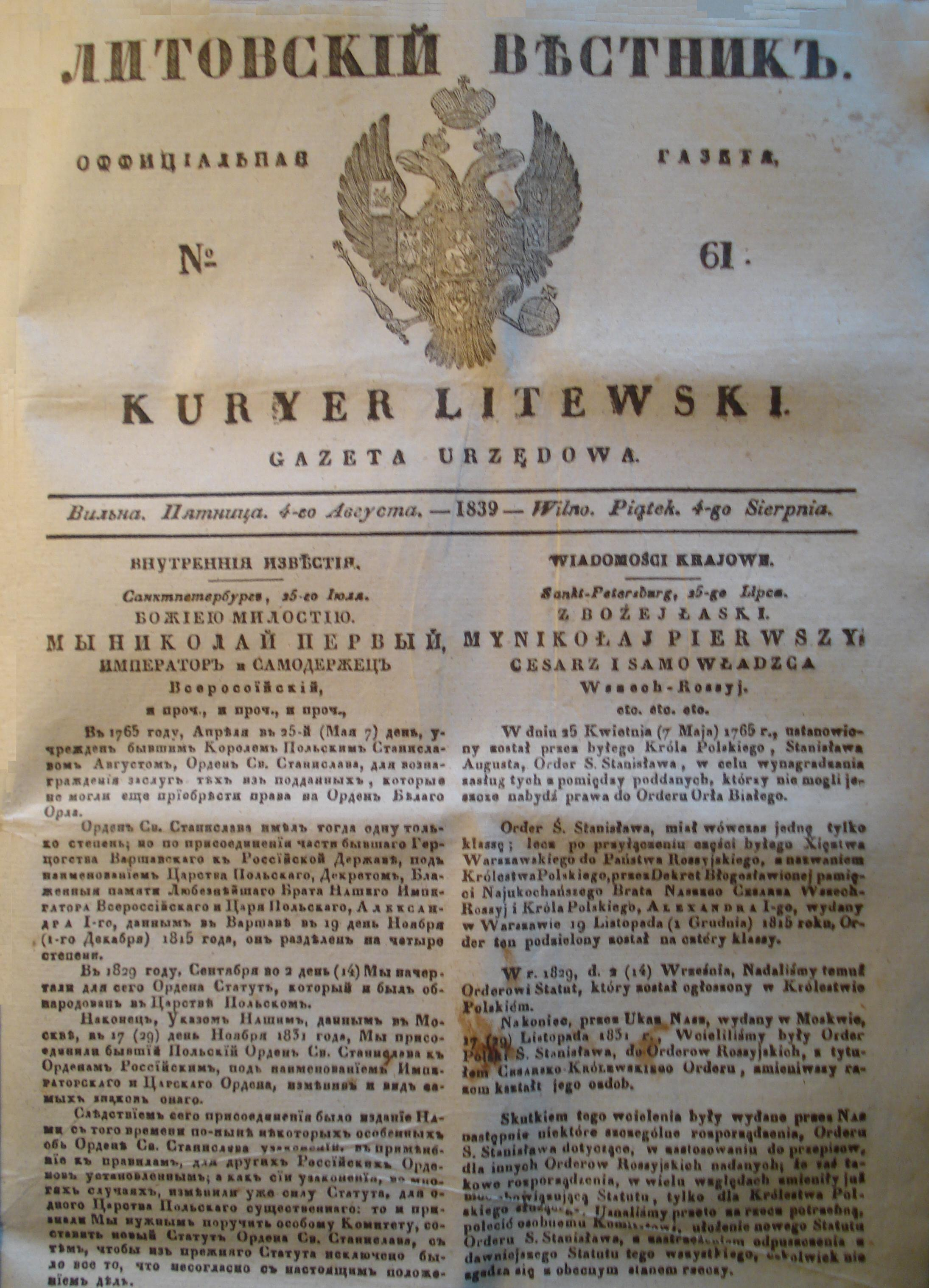
«Литовский вестник» (1839)

«Ви́ленский ве́стник» — старейшая газета Литвы.

## «Kurier Litewski»
«Виленский вестник» считается продолжением газеты на польском языке «Kurier Litewski» (бел., выходившей с октября 1796 года до марта 1797 года в Гродно, а с 4 апреля 1797 года по 29 декабря 1833 года — в Вильне. С 30 апреля 1804 года по 30 апреля 1805 года не выходила; вместо неё под редакцией профессора Виленского университета Г. Э. Гроддека издавалась «Gazeta Litewska».
С 2 января 1834 года по 31 декабря 1840 года выходила под названием «Литовский вестник = Kurier Litewski» с параллельным текстом на русском и польском языках. Редактором был Антоний Марциновский. Печаталась в типографиях А. Марциновского и Т. Гликсберга.

## «Виленский вестник = Kurier Wileński»
С 1 января 1841 года выходила как официальная газета с параллельным текстом на русском и польском языках под названием «Виленский вестник = Kurier Wileński». Редактором был воспитанник Виленского университета, друг юности Адама Мицкевича поэт Антоний Эдвард Одынец.
С 1 января 1860 года газету арендовал Адам Гоноры Киркор, который стал её издателем и редактором. При нем по 19 марта 1864 года официальная часть (указы, распоряжения правительства и местных властей и тому подобное) печаталась с параллельным текстом на русском и польском языках. Неофициальные материалы печатались на польском (передовые статьи, политические обозрения, корреспонденции) и русском языках (фельетон в первоначальном значении), не дублируясь на другом языке.
Киркор привлёк к сотрудничеству лучших тогдашних литераторов Литвы и связанных с Вильной польских литераторов, живших за пределами Литвы. В газете участвовали Владислав Сырокомля (Людвик Кондратович), Миколай Малиновский, Теодор Нарбут, Михал Балинский, графы Константы и Евстахий Тышкевичи, Юзеф Крашевский, Микалоюс Акелайтис, Вацлав Пшибыльский и другие учёные и писатели.
В газете публиковались также статьи и очерки В. И. Весловского, М. И. Гусева, П. В. Кукольника. Например, с 1 января по 1 апреля 1860 года печатался очерк П. В. Кукольника «Путешествие по Замковой улице в Вильне».
Газета быстро стала популярной, достигла большого по тем временам числа подписчиков в 3 тысячи, а её редакция стала важным очагом культурной жизни Вильны и края.

## «Виленский вестник»
По распоряжению М. Н. Муравьёва с 21 марта 1864 года газета выходила только на русском языке. В 1865 году Киркор вынужден был оставить её редактирование, переехал в Санкт-Петербург и основал там газету «Новое время».
«Виленский вестник» редактировал в 1865—1868 годах русский литературный критик и педагог М. Ф. Де-Пуле (1822—1885), друг и душеприказчик поэта И. С. Никитина. В газете он опубликовал, в частности, большой очерк о Никитине. Позднее газету редактировали А. И. Забелин, чиновник особых поручений при губернаторе и генерал-губернаторе в 1856—1865 годах И. А. Никотин.
В газете в эту пору сотрудничали белорусские и польские писатели В. Дунин-Марцинкевич, В. А. Коротынский, А. И. Вериго-Доревский и др. Печатались материалы по белорусской этнографии (работы А. М. Булгакова, А. Я. Васильевой, М. А. Дмитриева, М. В. Довнар-Запольского, Е. Ф. Карского и др.), белорусской литературе, истории.
В 1870—1887 годах редактором был С. А. Поль (1830—1887), бывший морской офицер, редактор московской «Русской газеты» (1858—1859) и городничий в Сарапуле. В 1877 году он привлёк к участию А. В. Арсеньева (1854—1896), автора рассказов, статей, биографических и исторических очерков, фельетонов в петербургских изданиях, недолгое время жившего в Вильне.
В газете участвовали здешние литераторы. С середины 1860-х годов в «Виленском вестнике» помещал статьи, очерки, фельетоны Осип Леванда (1835—1888), особенно много в 1866—1867 годах. Очерки, печатавшиеся «Виленским вестником» в конце 1870-х гг., вошли в изданный в Вильне сборник «Виленская жизнь. Фельетонные этюды» (1878).
С конца 1868 по начало 1871 год в «Виленском вестнике» было помещено несколько стихотворений («Пречистенская церковь» и другие), «драматическая шутка» в трёх картинах «Сценка на виленской толкучке», переложения белорусских песен, этнографическо-бытовой очерк «Торг в местечках Северо-западного края» И. К. Кондратьева (1849—1904). В то же время с газетой сотрудничал С. Т. Славутинский (1821—1884), публиковавший «Литовские предания и сказки» (1868), фрагменты повести «Из записок помещика Петухова» и романа «Чужое добро» (1867—1868), «Беглые заметки о быте литовцев Ковенской губернии» (1870), «Губернии виленского генерал-губернаторства» (1871). Газета печатала пьесу «Друзья человечества» (1871) поэта, беллетриста и драматурга М. А. Маркова (1810—1876), переведённого на службу в Вильну в 1867 году.
В самом начале 1880-х годов в «Виленском вестнике» начал печатать заметки А. В. Жиркевич (1857—1927), дебютировал в печати А. Е. Зарин (1862—1929). С первой половины 1880-х в газете под псевдонимом Теобальд статьи и заметки на общественно-политические темы, беллетризованные воспоминания и очерки по литовской мифологии, переводы фрагментов поэмы Ю. И. Крашевского «Витольдовы битвы» и баллады А. Ходзько публиковал В. А. фон Роткирх (1819—1891).
После Поля газету редактировали в 1887—1891 годах учитель А. С. Вруцевич, в 1891—1903 годах член Комиссии для разбора и издания древних актов П. Г. Бывалькевич, ставший затем редактором-издателем газеты «Западный вестник». При писателе и переводчике В. А. Чумикове (1903—1906) «Виленский вестник» достиг максимального числа подписчиков (3157 в 1904 году), сравнявшись популярностью с двуязычной газетой Киркора. Однако появившиеся после революции 1905 года частные газеты на русском и других языках занимали более либеральные и демократические позиции, чем официальный «Виленский вестник», лучше выражали интересы, в частности, еврейского населения, понижая его значение и влияние.
Выход прекратился во время Первой мировой войны с приближением немецких войск к Вильне. Последний номер датирован 5 (18) августа 1915 года.